# مشكلة ماشية أرخميدس
مشكلة ماشية أرخميدس (أو مشكلة الأبقار أو مشكلة أرخميدس ) هي مشكلة في تحليل ديوفانتين ، دراسة معادلات كثيرة الحدود مع حلول صحيحة . تنسب المشكلة إلى أرخميدس ، وتتضمن حساب عدد الماشية في قطيع إله الشمس مع مجموعة معينة من القيود. تم اكتشاف المشكلة بواسطة إفرايم ليسينغ في مخطوطة يونانية تحتوي على قصيدة من أربعة وأربعين سطرًا ، في مكتبة هرتسوغ أغسطس في فولفنبوتل، ألمانيا عام 1773. 
ظلت المشكلة دون حل لعدة سنوات ، ويرجع ذلك جزئيًا إلى صعوبة حساب الأعداد الضخمة التي ينطوي عليها الحل. تم إيجاد الحل العام في عام 1880 بواسطة كارل إرنست أوغست أمثور (1845–1916) في دريسدن ، ألمانيا.    باستخدام الجداول اللوغاريتمية ، قام بحساب الأرقام الأولى من أصغر حل ، موضحا أنه تقريبا يساوي{\displaystyle 7.76\times 10^{206544}} ماشية، أكثر بكثير مما يمكن أن يتم استيعابه في الكون المرئي .  الصيغة العشرية طويلة جدًا بحيث لا يستطيع البشر حسابها بالضبط ، ولكن يمكن للحزم الحسابية الدقيقة المتعددة على أجهزة الكمبيوتر كتابتها بشكل صريح.

## التاريخ
في عام 1769 ، تم تعيين إفرايم ليسينغ أمين مكتبة هرتسوغ أغسطس في فولفنبوتل ، ألمانيا ، والتي تحتوي على العديد من المخطوطات اليونانية واللاتينية.  بعد بضع سنوات ، نشر ليسينغ ترجمات لبعض المخطوطات مع التعليقات. من بينها قصيدة يونانية من أربعة وأربعين سطرًا ، تحتوي على مشكلة حسابية تطلب من القارئ العثور على عدد الماشية في قطيع إله الشمس. وتنسب الآن بشكل عام إلى أرخميدس.  

## المشكلة
المشكلة ، من اختصار الترجمات الألمانية التي نشرها جورج نيسلمان في عام 1842 ، و كرومبيجل في عام 1880 ، تنص على: 
 احسب ، يا صديقي ، عدد ماشية الشمس التي كانت ترعى ذات مرة على سهول صقلية ، مقسمة حسب اللون إلى أربعة قطعان ، واحدة من لون الحليب الأبيض ، وواحدة سوداء ، وواحدة مرقطة وأخرى صفراء. عدد الثيران أكبر من عدد الأبقار ، والعلاقة بينهما هي: 
الثيران البيضاء {\displaystyle \left({\frac {1}{2}}+{\frac {1}{3}}\right)=} الثيران السوداء + الثيران الصفراء ،
الثيران السوداء {\displaystyle \left({\frac {1}{4}}+{\frac {1}{5}}\right)=} الثيران مرقطة + الثيران صفراء ،
الثيران المرقطة {\displaystyle \left({\frac {1}{6}}+{\frac {1}{7}}\right)=} الثيران بيضاء + الثيران صفراء ،
الأبقار البيضاء {\displaystyle \left({\frac {1}{3}}+{\frac {1}{4}}\right)=} القطيع الأسود ،
الأبقار السوداء {\displaystyle \left({\frac {1}{4}}+{\frac {1}{5}}\right)=} القطيع المرقط ،
الأبقار المرقطة {\displaystyle \left({\frac {1}{5}}+{\frac {1}{6}}\right)=} القطيع الأصفر ،
الأبقار الصفراء {\displaystyle \left({\frac {1}{6}}+{\frac {1}{7}}\right)=} القطيع الأبيض.
إذا استطعت أن تعطي ، أيها الصديق ، عدد كل نوع من الثيران والأبقار ، فأنت لست مبتدئًا في الأرقام ، ولكن لا يمكن اعتبارك ذي مهارة عالية. ضع في اعتبارك العلاقات الإضافية التالية بين ثيران الشمس: 
الثيران البيضاء + الثيران السوداء = رقم مربع ،
الثيران المرقطة + الثيران الصفراء = رقم مثلث .

 إذا قمت أيضًا بحساب هذه أيضًا ، يا صديقي ، ووجدت العدد الإجمالي للماشية ، ابتهج كفاتح، لأنك أثبت أنك الأكثر مهارة في الأرقام.  

## الحل
يمكن حل الجزء الأول من المشكلة بسهولة عن طريق إنشاء نظام المعادلات . إذا كان عدد الثيران البيضاء والسوداء والمرقطة والصفراء مكتوبًا {\displaystyle W,B,D,} و {\displaystyle Y} ، ويكتب عدد الأبقار البيضاء والسوداء والمرقطة والأصفر {\displaystyle w,b,d,} و {\displaystyle y} ، المشكلة تكمن ببساطة في إيجاد حل لـ:
{\displaystyle {\begin{aligned}W&{}={\frac {5}{6}}B+Y\\B&{}={\frac {9}{20}}D+Y\\D&{}={\frac {13}{42}}W+Y\\w&{}={\frac {7}{12}}(B+b)\\b&{}={\frac {9}{20}}(D+d)\\d&{}={\frac {11}{30}}(Y+y)\\y&{}={\frac {13}{42}}(W+w)\end{aligned}}}
وهو نظام من سبع معادلات مع ثمانية مطلوبات مجهولة. وهو نظام غير محدد ولديه ما لا نهاية من الحلول. أقل الأعداد الصحيحة الإيجابية التي تحقق المعادلات السبع هي:
{\displaystyle {\begin{aligned}B&{}=7{,}460{,}514\\W&{}=10{,}366{,}482\\D&{}=7{,}358{,}060\\Y&{}=4{,}149{,}387\\b&{}=4{,}893{,}246\\w&{}=7{,}206{,}360\\d&{}=3{,}515{,}820\\y&{}=5{,}439{,}213\end{aligned}}}
وهو ما مجموعه 50،389،082 من الماشية  والحلول الأخرى هي مضاعفات لا يتجزأ منها. لاحظ أن الأرقام الأربعة الأولى هي مضاعفات 4657 ، وهي قيمة ستظهر بشكل متكرر أدناه.
تم العثور على الحل العام للجزء الثاني من المشكلة لأول مرة بواسطة أ. أمثور  في عام 1880. تم وصف النسخة التالية منه بواسطة هندريك لنسترا،  استنادًا إلى معادلة بيل : يجب أن يتم ضرب الحل المذكور أعلاه للجزء الأول من المشكلة في
{\displaystyle n={\frac {(w^{4658j}-w^{-4658j})^{2}}{(4657)(79072)}}\,}
حيث أن
{\displaystyle w=300426607914281713365{\sqrt {609}}+84129507677858393258{\sqrt {7766}}}
و j هي أي عدد صحيح موجب. مكافئ، لتربيع w الناتج من
{\displaystyle w^{2}=u+v{\sqrt {(609)(7766)}}\,}
حيث أن { u ، v } هي الحلول الأساسية لمعادلة بيل
{\displaystyle u^{2}-(609)(7766)v^{2}=1}
حجم أصغر قطيع يمكن أن يرضي كلا الجزأين الأول والثاني من المشكلة يتم إعطاؤه بواسطة j = 1 ، وهو حوالي {\displaystyle 7.76\times 10^{206544}} (حلها أمثور أولاً). يمكن لأجهزة الكمبيوتر الحديثة بسهولة طباعة جميع أرقام الإجابة. تم ذلك لأول مرة في جامعة واترلو ، في عام 1965 بواسطة هيو ويليامز ، ر.أ. جيرمان ، وتشارلز روبرت زارنك. استخدموا مزيجًا من أجهزة الكمبيوتر IBM 7040 وIBM 1620 . 

## معادلة بيل
إن قيود الجزء الثاني من المشكلة واضحة ويمكن إعطاء معادلة بيل الفعلية التي تحتاج إلى حل بسهولة. أولاً ، يطلب أن يكون W+B مربعًا ، أو باستخدام القيم الواردة أعلاه ،
{\displaystyle B+W=7{,}460{,}514k+10{,}366{,}482k=(2^{2})(3)(11)(29)(4657)k\,}
وبالتالي يجب على المرء تعيين
k = (3) (11) (29) (4657) q 2
لبعض العدد الصحيح q . هذا يحل الشرط الأول. ثانيًا ، يتطلب أن يكون D + Y رقمًا مثلثًا ،
{\displaystyle D+Y={\frac {t^{2}+t}{2}}}
الحل من أجل t ،
{\displaystyle t={\frac {-1\pm {\sqrt {1+8(D+Y)}}}{2}}}
استبدال قيمة D + Y و k وإيجاد قيمة q 2 بحيث أن المييز في هذه المعادلة من الدرجة الثانية هو مربع مثالي p 2 يستلزم حل معادلة بيل ،
{\displaystyle p^{2}-(4)(609)(7766)(4657^{2})q^{2}=1\,}
كان نهج أمثور الذي تمت مناقشته في القسم السابق أساسيًا للعثور على أصغر v بحيث يمكن تقسيمه بشكل متكامل على 2 · 4657. الحل الأساسي لهذه المعادلة يحتوي على أكثر من 100000 رقم.

## روابط خارجية
- قالب:OEIS el - الحل العشري الكامل للمشكلة الثانية
- أليكس بيلوس. "Holy Cow that's a Big Number" (video). YouTube. Brady Haran. اطلع عليه بتاريخ 2019-11-25.